# عزيزي إيفان هانسن (فلم)
عزيزي إيفان هانسن هو فيلم موسيقي أمريكي يحكي قصة بلوغ صدر عام2021 من إخراج ستيفن تشبوسكي من سيناريو لستيفن ليفنسون. ويستند إلى مسرحية موسيقية 2015 المسرحية التي تحمل نفس الاسم من تأليف ليفنسون وبينج باسيك وجوستين بول. يلعب بن بلات دور البطولة، مكررًا الأداء الذي نشأ على خشبة المسرح قبل ست سنوات. تضم الفرقة أيضًا كايتلين ديفير وأماندلا ستينبرغ ونيك دوداني و Colton Ryan وداني بينو وجوليان مور وإيمي آدمز.
تم عرض الفيلم لأول مرة في مهرجان تورنتو السينمائي الدولي لعام 2021 في 9 سبتمبر 2021، كعرض تقديمي ليلة الافتتاح  وتم عرضه في الولايات المتحدة في 24 سبتمبر 2021 بواسطة يونيفرسال بيكشرز.
كان أداء الفيلم ضعيفًا في شباك التذاكر وتلقى مراجعات سلبية من قبل النقاد، مع توجيه معظم الانتقادات إلى اختيار بن بلات (الذي كان يبلغ من العمر 27 عامًا في ذلك الوقت) كطالب في المدرسة الثانوية، حيث اتهم الكثيرون اختياره بأنه بسبب المحسوبية، مثل عمل والده مارك بلات كمنتج في الفيلم.  كان النقد موجهًا أيضًا إلى اتجاهه، وعدم الإخلاص لمصدره المادي وتصوير المرض العقلي، على الرغم من أن البعض أشاد بأداء الممثلين الداعمين.

## الإنتاج

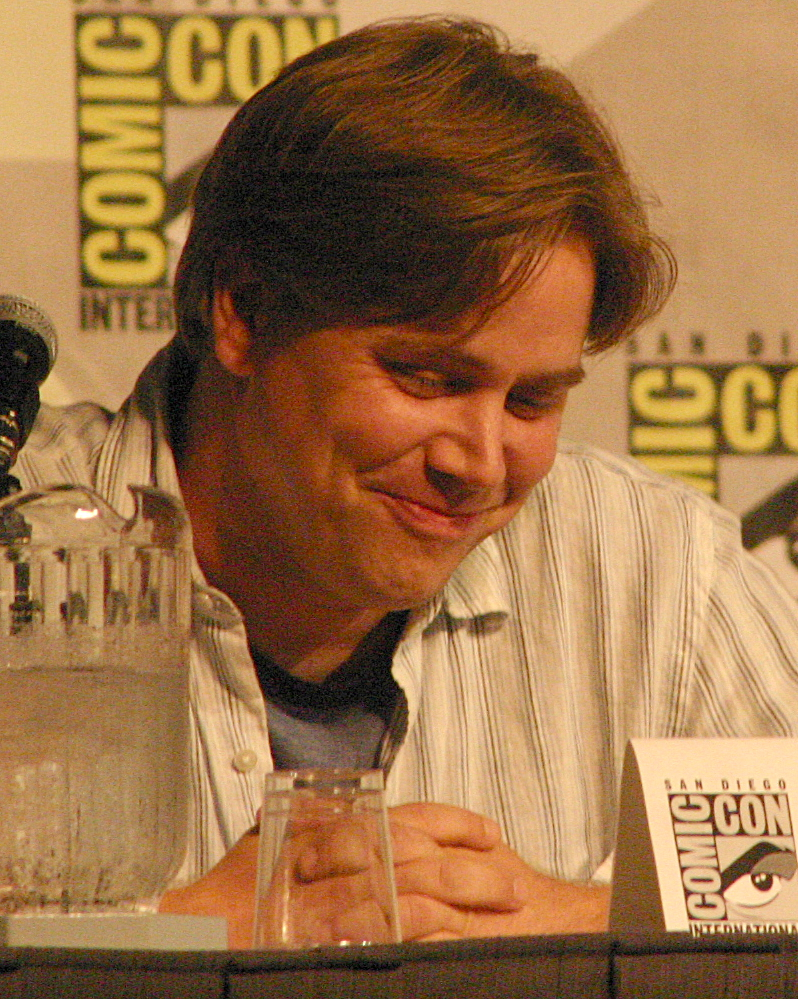
ستيفن تشبوسكي ، مخرج الفيلم

## الطاقم
- بن بلات في دور إيفان هانسن
- كايتلين ديفر بدور زوي ميرفي
- أماندلا ستينبرغ بدور آلانا بيك
- نيك دوداني مثل جاريد كالواني [8]
- كولتون رايان في دور كونور ميرفي
- داني بينو في دور لاري مورا
- جوليان مور بدور هايدي هانسن
- ايمي ادامز في دور سينثيا ميرفي
- DeMarius يتواءم في دور أوليفر
- ليز كيت مثل جيما [9]
- زوي لونا في دور ليلى
- إسحاق باول  [لغات أخرى]‏ مثل ريس [10]
- مارفن ليون في دور سكاي
- هدية عش في دور كريس
- جوليا تشين مايرز في دور نعومي
- جيرالد قيصر في دور جوش
- أفيري بيدرمان بدور إيزابيل
- سويفت رايس بدور السيد هوارد
- تومي كين في دور جريج
- إيمي جارسيا أمين مكتبة
- ماريانا الفاريز بدور السيدة. ج.

## الموسيقى
تضمن الفيلم عدة أغانٍ من الأرقام الموسيقية، قدمها طاقم الممثلين، باستثناء أربع أغنيات: «أي شخص لديه خريطة؟»، و "Disappear"، و "Break In A Glove"، و "Good For You"،  كما اعترف Chbosky بتغيير السيناريو من أجل سرد القصة من منظور إيفان كجزء من هدف تصوير أداء Ben Platt ، والذي أدى إلى استبعاد الأغاني.  كتب Amandla Stenberg مسارًا أصليًا بعنوان "The Anonymous Ones" مع باسيك وبول.  تضمنت الموسيقى التصويرية 16 مسارًا، مع نسخ غلاف من المسارات " You Will Be Found " و " Waving Through a Window " و " Only Us " و "A Little Closer". تم تنفيذ الأغلفة من قبل فنانين مشهورين، مثل سام سميث وسزا و Summer Walker وكيري أندروود ودان + شاي وفينيس أوكونيل وتوري كيلي.  تم إصدار الكثير من المقطوعات كأغاني فردية (بما في ذلك الأغلفة)، قبل إصدار الموسيقى التصويرية في 24 سبتمبر 2021 بواسطة إنترسكوب ريكوردز.

## استقبال
اعتبارًا من 27 أبريل 2022، حقق عزيزي إيفان هانسن 15 مليون دولار في شباك التذاكر المحلي و 4.1 مليون دولار دوليًا بإجمالي 19.1 مليون دولار.

## روابط خارجية
- الموقع الرسمي